# Shotgun Willie
Shotgun Willie — 16-й студийный альбом американского кантри-музыканта Вилли Нельсона, изданный 11 июня 1973 года на студии Atlantic Records.
Запись ознаменовала смену стиля Нельсона, который позже заявил, что альбом «прочистил ему горло». Когда в 1972 году Нельсон отказался досрочно продлить контракт с RCA Records, лейбл решил больше не выпускать никаких записей. Нельсон нанял Нила Решена в качестве своего менеджера, и пока Решен вёл переговоры с RCA, Нельсон переехал в Остин, штат Техас, где музыкальная сцена хиппи в штаб-квартире Armadillo World Headquarters обновила его музыкальный стиль. В Нашвилле Нельсон познакомился с продюсером Джерри Векслером, вице-президентом Atlantic Records, который заинтересовался его музыкой. Решен решил проблемы с RCA и подписал контракт с Atlantic, сделав Нельсона первым исполнителем кантри-музыки.
Альбом был записан в студии Atlantic Records в Нью-Йорке в феврале 1973 года. К Нельсону и его бэк-музыкантам The Family присоединились Даг Сахм и его группа. После записи нескольких треков Нельсон все ещё не был вдохновлён. После сессии записи он написал «Shotgun Willie» — песню, которая стала заглавной композицией альбома, — на пустой упаковке гигиенической салфетки, находясь в ванной комнате своего гостиничного номера. Альбом, спродюсированный в основном Арифом Мардином при содействии Векслера и давнего соратника Нила Янга Дэвида Бриггса, включал кавер-версии двух песен Боба Уиллса — «Stay All Night (Stay a Little Longer)» и «Bubbles in My Beer», — которые были спродюсированы Векслером. В работе над альбомом приняли участие Уэйлон Дженнингс и Джесси Колтер, которые исполнили вокал и гитару.
Несмотря на низкие продажи, Shotgun Willie получил хорошие отзывы и принёс Нельсону признание среди более молодой аудитории. Запись стала одним из первых альбомов outlaw country — нового поджанра кантри-музыки и альтернативы консервативным ограничениям нэшвиллского звучания, доминирующего стиля в жанре в то время.

## История
В апреле 1972 года Нельсон записал песню «Mountain Dew», ставшую его последним синглом на лейбле RCA Records. Лейбл попросил Нельсона продлить контракт досрочно и сообщил ему, что не выпустит больше ни одной записи, если он не подпишет контракт. Менеджер Нельсона, Нил Решен, договорился с RCA Records о расторжении контракта после возвращения 1400 долларов США, которые были переплачены певцу. К тому времени Нельсон покинул Нашвилл и переехал в Остин, штат Техас. Развивающаяся в Остине музыкальная сцена для хиппи в таких заведениях, как Armadillo World Headquarters, омолодила певца. Его популярность в Остине резко возросла, поскольку он играл свою собственную музыку, которая представляла собой смесь кантри, фолка и джаза. Нельсон чувствовал себя творчески ограниченным из-за строгих правил звукозаписи RCA и расстраивался из-за того, что ему не разрешали использовать в студии свою гастрольную группу. В 2015 году Нельсон вспоминал о своем переезде в Остин: «Мне нравился этот новый мир. Он подходил мне как нельзя лучше. Я никогда не любил надевать сценические костюмы, никогда не любил укладывать волосы, никогда не любил беспокоиться о том, удовлетворяю ли я требованиям шоумена. Мне было приятно отрастить волосы. Мне было приятно выйти на сцену в тех же джинсах, в которых я проходил весь этот чертов день» .

## Запись
Сессии записи проходили в феврале 1973 года. Векслер предоставил Нельсону и его группе The Family студию в Нью-Йорке, где и была сделана большая часть записей. Кроме того, части альбома были записаны в студии в Нэшвилле, а также в студии Phillips Recording в Мемфисе. Doug Sahm и его группа также были приглашены на нью-йоркские сессии. Во время первой сессии Нельсон записал песни для альбома The Troublemaker. Позже он продолжил работу над Shotgun Willie.

## Отзывы
| Оценки критиков                      | Оценки критиков     |
| Источник                             | Оценка              |
| ------------------------------------ | ------------------- |
| Rolling Stone                        | Весьма благоприятно |
| Christgau's Record Guide             | B+                  |
| Billboard                            | Благоприятно        |
| Texas Monthly                        | Благоприятно        |
| Fort Worth Star-Telegram             | Весьма благоприятно |
| Arizona Republic                     | Благоприятно        |
| Philadelphia Daily News              | Благоприятно        |
| Detroit Free Press                   | Благоприятно        |
| AllMusic                             | [ 17 ]              |
| Encyclopedia of Popular Music (1999) | [ 18 ]              |
| Encyclopedia of Popular Music (2007) | [ 19 ]              |

Альбом получил положительные и умеренные отзывы музыкальной критики и интернет-изданий. Rolling Stone назвал альбом «безупречным» и выразил мнение, что Нельсон «наконец-то продемонстрировал, почему его так долго считали автором-исполнителем песен в стиле кантри-энд-вестерн». Рецензент заключил: «В свои 39 лет Нельсон, кажется, наконец-то обречён на звёздную славу, которую он заслуживает». Роберт Кристгау писал: «Эта попытка превратить Нельсона в звезду наталкивается на проблемы, когда побуждает его затмить мемфисские рожки или вестерн-свинг». Billboard писал: «Это Вилли Нельсон в его лучшем повествовании. Он пишет и поёт о любви, боли и приземлённых вещах, которые он чувствует, и ему мало равных». Texas Monthly похвалил Нельсона и Векслера за изменение музыкального стиля: «Они поменяли его аранжировки с Рэя Прайса на Рэя Чарльза — результат: обновлённая музыка. Он все тот же старый Вилли, но продюсер-ветеран Джерри Векслер наконец-то запечатлел на восковой пластинке ту энергию, которую Нельсон демонстрирует при личной встрече».
Газета Fort Worth Star-Telegram начала свой обзор, заявив: «1973 год может стать годом, когда кантри-музыка „заново откроет“ Вилли Нельсона». Критик Билл МакАлистер упомянул о поддержке, которую оказал Нельсону и его музыке тренер Техасского футбольного клуба «Texas Longhorns football» Даррелл Ройал. Рецензент определил, что Shotgun Willie «демонстрирует уникальные музыкальные способности в превосходной степени» и отметил, что Нельсона «часто называют Коул Портер в музыке кантри». Газета Arizona Republic представила Нельсона как «искусного баритона и композитора», а также призвала читателей «одолжить старине Шотгану ухо и узнать, как звучит музыка C&W, когда её не поют через нос или шляпу». Газета Philadelphia Daily News посчитала, что у пластинки были «некоторые взлёты и падения», но Нельсон сделал треки «настоящими победителями». Издание посчитало певца «настоящим кантри, а не его хип-версией».
Газета Detroit Free Press дала положительную рецензию. Критик Боб Талберт отметил, что Нельсон и авторы песен в стиле кантри — «настоящие народные поэты». Рецензент описал содержание песен как написанные «людьми, похожими на людей. Мечтатели и любители выпить. Печальные и радостные люди». School Library Journal пишет: «Вилли Нельсон отличается (от) рок-артистов, обрамляющих свою музыку фасадом кантри и вестерна, тем, что он до глубины души — ковбой из хонки-тонка и звёздной пыли. Этот альбом изобилует неприкрытым сентиментализмом, носовым пением, текстами, озабоченными выпивкой, религией и неудавшейся любовью, и стереотипным нэшвиллским инструментарием (стальные гитары, скрипки и чистая ритм-секция, характеризующаяся минимальным использованием бас-барабана и цимбал, которые часто используются рок-исполнителями)».
Стивен Томас Эрлевайн написал в своей рецензии для AllMusic: «Вилли Нельсон предложил свой лучший на сегодняшний день дебютный альбом, а возможно, и лучший альбом за всю свою историю. В „Shotgun Willie“ воплощено мировоззрение и музыка Вилли, он находится на пике своего мастерства как композитор, интерпретатор и исполнитель. Это непринуждённая, обманчиво сложная музыка, в которой в равной степени присутствуют кантри, рок, джазовая музыкальность и рассказы трубадуров». Биограф Нельсона Джо Ник Патоски пишет, что Shotgun Willie стал «творческой декларацией независимости» Нельсона.

## Список композиций
Слова и музыка всех песен — Вилли Нельсона, кроме обозначенных.
| №  | Название                                                          | Длительность |
| -- | ----------------------------------------------------------------- | ------------ |
| 1. | «Shotgun Willie»                                                  | 2:40         |
| 2. | «Whiskey River» (Johnny Bush, Paul Stroud)                        | 4:05         |
| 3. | «Sad Songs and Waltzes»                                           | 3:08         |
| 4. | «Local Memory»                                                    | 2:19         |
| 5. | «Slow Down Old World»                                             | 2:54         |
| 6. | «Stay All Night (Stay a Little Longer)» (Боб Уиллс, Tommy Duncan) | 2:36         |

| №  | Название                                                     | Длительность |
| -- | ------------------------------------------------------------ | ------------ |
| 1. | «Devil in a Sleepin' Bag»                                    | 2:40         |
| 2. | «She's Not for You»                                          | 3:15         |
| 3. | «Bubbles in My Beer» (Tommy Duncan, Cindy Walker, Bob Wills) | 2:34         |
| 4. | «You Look Like the Devil» (Леон Расселл)                     | 3:26         |
| 5. | «So Much to Do»                                              | 3:11         |
| 6. | «A Song for You» (Leon Russell)                              | 4:20         |

## Чарты
| Чарт (1973)                         | Высшая позиция |
| ----------------------------------- | -------------- |
| США (Top Country Albums, Billboard) | 8              |

### Синглы
| Песня                                   | Чарт                              | Высшая позиция |
| --------------------------------------- | --------------------------------- | -------------- |
| «Shotgun Willie»                        | США (Billboard Hot Country Songs) | 60             |
| «Stay All Night (Stay A Little Longer)» | США (Billboard Hot Country Songs) | 22             |